# 1919 International Congress of Working Women
1919 International Congress of Working Women, var en internationell kongress mellan internationella arbetarfeminister från världen över, som ägde rum i USA mellan 28 oktober och 6 november 1919. Konferensen hölls av International Congress of Working Women (ICWW), under värdskap av Women's Trade Union League of America. ICWW arbetade fram en lista på resolutioner kring arbetande kvinnors behov som lades fram vid Internationella arbetsorganisationen (ILC):s konferens 1919; vissa av dessa krav antogs av ILC, bland dem Konventionen om skydd för mödrar. 